# Online-Redakteur
Der Online-Redakteur (teilweise auch: Online Editor) ist verantwortlich für die webgerechte Aufbereitung von Informationen. Er arbeitet in Online-Redaktionen von Medienbetrieben oder in Unternehmen mit multimedialem Auftritt. Bei der Erstellung des Contents wendet er Kenntnisse aus den Bereichen Recherche, Konzeption, Visualisierung und Informationsvermittlung an. Stärker als beim klassischen Redakteur ist die Arbeit von Online-Redakteuren durch die technischen Anforderungen bestimmt.

## Definition
Rund um das Tätigkeitsfeld Online-Redakteur gibt es viele Berufsbezeichnungen. Zwischen Online-Journalist, Content-Manager und Web-Projekt-Manager gibt es Überschneidungen und Abgrenzungen. Aufgrund dieser Begriffsvielfalt ist es schwer, ein einheitliches Berufsbild und klare, von anderen Bereichen abgegrenzte Aufgaben des Online-Redakteurs zu definieren. Meist wird Online-Journalist als Oberbegriff verwendet. Es gibt vereinzelt die Ansicht, dass der Online-Journalist ausschließlich für Medienunternehmen arbeitet und der Online-Redakteur unter anderem für den Webauftritt eines Unternehmens verantwortlich ist. Andere sind wiederum der Meinung, dass es nur eine Unterscheidung zwischen Online-Redakteur und Content-Manager gibt. Content-Management umfasst oft auch Aufgaben der Content-Syndication.
Da die Berufsbezeichnung des Online-Redakteurs weder geschützt ist noch ein Ausbildungsweg festgelegt wurde, darf sich theoretisch jede Person als Online-Redakteur bezeichnen.

## Profil
Ein guter Online-Redakteur besitzt fundierte Kenntnisse der technischen Grundlagen. Neben der Content-Erstellung zählt auch dessen Pflege und der sichere Umgang mit einem Content-Management-System zu seinen Aufgaben. Das Anforderungsspektrum des Online-Redakteurs reicht von ausgeprägten Soft Skills, kreativem Denken, Bildbearbeitung, Verständnis für betriebswirtschaftliche Vorgänge bis hin zu einem breiten Allgemeinwissen. Sehr gute Kenntnisse der Neuen Medien und deren Einsatzmöglichkeiten sind in der Welt des Web 2.0 unumgänglich. Um Online-Projekte erfolgreich managen zu können, muss der Online-Redakteur über sehr gute analytische und konzeptionelle Fähigkeiten sowie über ausgeprägtes Organisationstalent verfügen. Ausgezeichnetes Ausdrucksvermögen, sehr gute Englisch-Kenntnisse und Sicherheit in der Rechtschreibung sind absolute Voraussetzungen für diesen Beruf. Der Online-Redakteur sollte zwar versiert im Umgang mit dem Computer, Internet und Online-Redaktionssystemen sein, jedoch ist es nicht erforderlich, fundierte Programmierkenntnisse aufzuweisen. Kunden- und Serviceorientierung spielen eine immer größere Rolle, da die Website als Instrument der Kundenbindung für Unternehmen immer wichtiger werden.
Gesucht werden vorzugsweise Personen mit Hochschulabschluss und mehrjähriger redaktioneller Berufserfahrung. Da Spezialisten in diesem Bereich eine Minderheit sind, haben sich in den letzten Jahren mehrere fachspezifische Ausbildungsmöglichkeiten etabliert. Die passende Ausbildung und Kompetenzen der Online-Redakteure gehören für die Produktion der Qualität zu den herausragenden Kriterien.

## Arbeitsverhältnis
Online-Redakteure arbeiten in Festanstellungen oder freiberuflich. Man findet sie aber auch als „feste Freie“, auch als freie Mitarbeiter oder Freelancer bezeichnet, mit Sozialversicherung oder als selbständige Unternehmer.
Die Tätigkeit kann innerhalb einer Redaktion oder im Home Office erfolgen. Präsentationen, Kontaktpflege und Projektarbeiten können hierbei jedoch in anderen Lokalitäten stattfinden und ein hohes Maß an Mobilität erfordern.

## Ausbildungsmöglichkeiten im deutschsprachigen Raum
Eine Vollzeit-Weiterbildung von sechs Monaten sowie einen berufsbegleitenden Lehrgang von neun Monaten zu Online-Journalismus sowie zur Pressearbeit online bietet die Münchner Journalistenakademie seit dem Jahr 2000 an.
Seit dem Wintersemester 2001 bietet die Hochschule Darmstadt (h_da) den Studiengang Online-Journalismus an (zunächst Diplom-Studiengang, jetzt Bachelor). Neben journalistischem Theorie- und Praxiswissen für Print-, TV- und Radio-Journalisten werden online-spezifische Inhalte gelehrt. Im Hauptstudium können die Studierenden zwischen den Schwerpunkten Online-Journalismus und Public Relations wählen.
Seit dem Wintersemester 2003 bietet die FH Köln den Bachelor-Studiengang Online-Redakteur an. In sechs Semestern werden journalistische Kompetenz, Kenntnisse in Design und Web-Technik sowie die theoretischen Grundlagen des Berufs erlernt.
Seit dem Wintersemester 2008/2009 bietet die Leipzig School of Media berufsbegleitend einen Masterstudiengang in New Media Journalism an. Redakteure werden hier auf die spezifischen Gegebenheiten des Online-Journalismus hin weitergebildet.
Immer mehr Fachhochschulen nehmen aufgrund der veränderten Anforderungen im Vergleich zum Print-Journalismus die aktuell aufstrebende Online-Sparte in ihr Programm auf, aktuell bietet das Berufsförderungsinstitut Wien seit diesem Jahr Kurse an.
Dabei ist das Angebot der österreichischen und deutschen Hochschulen teilweise unterschiedlich. Ausformulierungen der Fachgebiete sind meistens verschieden, beinhalten jedoch oft ähnliche Inhalte bzw. Stoffgebiete.
Zur Ausbildung des Online-Redakteurs gehören die in der Grafik 1.2. erstellten Hauptklassen (1.2.3.4), welche einen Grundstock für das richtige Auffinden, Umgehen, Be- und Verarbeiten und Darstellen von Informationen beinhalten. Die Unterkategorien der Hauptklassen zeigen einen Teil der möglichen inhaltlichen Ausbildungsfächer an den diversen Hochschulen in Österreich und Deutschland.
Bezogen auf die aktuelle Arbeitsmarktsituation bietet diese Ausbildung aktuell sehr gute Chancen auf eine Anstellung. Auf sämtlichen Jobbörsen finden sich zahlreiche Angebote für Mitarbeiter in einer Online-Redaktion.

### Vergleich der Hochschulausbildungen zum Online-Redakteur

#### Grundstruktur

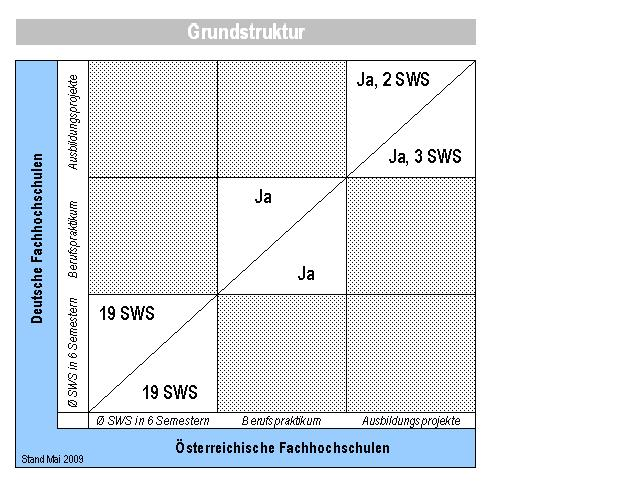
Die Grafik wurde anhand der vorhandenen Lehrpläne der deutschen und österreichischen Hochschulen erstellt. Für die Auswertung wurden jeweils 3 Lehrinstitute herangezogen. (FH Köln, Martin Luther Universität Halle und HS Darmstadt (8 Semester) für Deutschland und FH Wien, FH Burgenland sowie die FH Joanneum Graz für Österreich.) Für die dargestellten Werte wurden die Berechnung des Mittelwertes und die kaufmännische Rundung herangezogen.
Worterklärung(en): SWS = Semesterwochenstunden

Die Grundstruktur der Ausbildung zum Online-Redakteur/Online-Journalisten an den österreichischen und deutschen Hochschulen ähnelt sich sehr stark. Die durchschnittliche Anzahl an Semesterwochenstunden ist hier gerundet gleich (19 Semesterwochenstunden), sowie die projektbezogene Ausbildung, die in beiden Ländern im Studium eine wesentliche Rolle spielt wird. Sie unterscheidet sich nur in der Umsetzung der Projekte.
Das Berufspraktikum ist ein wesentlicher Teil des Studiums zum Online-Redakteur/Online-Journalisten. Dieser Abschnitt wird meist in den Semestern 5 und/oder 6 absolviert und stellt einen Grundstein zur erfolgreichen Ausbildung dar.

#### Inhaltliche Strukturierung

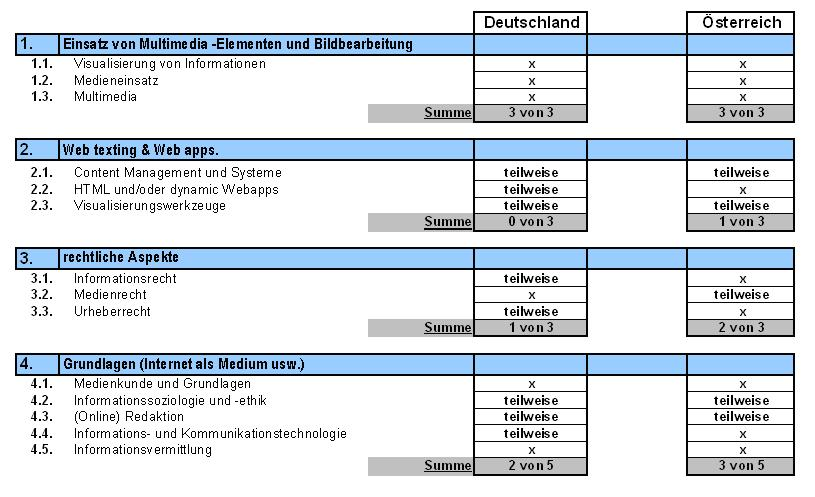
Die Grafik wurde anhand der vorhandenen Lehrpläne der deutschen und österreichischen Hochschulen erstellt. Für die Auswertung wurden jeweils 3 Lehrinstitute herangezogen. (FH Köln, Martin Luther Universität Halle und HS Darmstadt für Deutschland und FH Wien, FH Burgenland sowie die FH Joanneum Graz für Österreich.) Die Bezeichnung in der Grafik muss nicht wortwörtlich mit den Lehrplänen übereinstimmen. Der inhaltliche Aspekt steht im Vordergrund.
Worterklärung(en): SWS = Semesterwochenstunden
teilweise = Bedeutet, dass mindestens 1 Hochschule diesen Schwerpunkt anbietet.
x = Bedeutet, dass dieser Schwerpunkt von allen Hochschulen angeboten wird.